# Restposten (Handel)
Als Restposten (nicht zu verwechseln mit Sonderposten) werden im Handel Restbestände von Waren bezeichnet.
Restposten sind Posten von Waren, die in der Regel auslaufen bzw. im Sortiment nicht weiter geführt werden. Diese Posten belasten die Bilanz sowie die Liquidität und müssen daher abgestoßen werden.
In der Regel werden sie an Restpostenhändler abgegeben. Auf Wunsch exportieren die Restpostenhändler die Ware, um zum Beispiel das Markenimage im Inland nicht zu gefährden.
Meist bleibt die Ware jedoch im Inland und wird in Restpostenmärkten oder in
Online-Shops vertrieben. Auch sogenannte Shopping Clubs bieten häufig Restpostenware zu reduzierten Preisen an.
Zwar unterscheidet man zwischen Rest- und Sonderposten, allerdings handeln Restpostenhändler größtenteils übergreifend im Postenhandel.
Im Handel werden unter Umständen auch Konkurswaren, Überhänge, Überbestände, Insolvenzgüter und Fehlproduktionen als Restposten bezeichnet.